# Hopewell (New York)
Hopewell is een plaats (town) in de Amerikaanse staat New York, en valt bestuurlijk gezien onder Ontario County.
De Town of Hopewell vormt het noordelijk en centraal deel van de county, in het westen ligt de City of Canandaigua.

## Demografie
Bij de volkstelling in 2010 werd het aantal inwoners vastgesteld op 3.747.

## Geografie
Volgens het United States Census Bureau beslaat de plaats een oppervlakte van
92,45 km², zo goed als geheel bestaande uit land.

## Geboren
- Henry Morrison Flagler (1830-1913), industrieel en magnaat